# Leptogaster hesperis
Leptogaster hesperis là một loài ruồi trong họ Asilidae. Leptogaster hesperis được Martin miêu tả năm 1957. Loài này phân bố ở vùng Tân Bắc giới.